# 기동민
기동민(奇東旻, 1966년 2월 23일~)은 대한민국의 정치인이다. 제20·21대 국회의원을 지냈다.

## 학력
- 장성중앙국민학교 졸업(서삼국민학교에서 전학)
- 장성중학교 졸업
- 광주인성고등학교 졸업
- 성균관대학교 신문방송학 학사
- 성균관대학교 언론정보대학원 커뮤니케이션학 석사

## 경력
- 1991년 2월~1992년 1월: 성균관대학교 총학생회장
- 1998년 7월~1999년 9월: 신계륜 서울특별시 정무부시장 비서
- 2000년: 이재정 국회의원 보좌관
- 2002년 3월~2003년 2월: 김대중 정부 대통령비서실 정무수석비서관실 보좌관
- 2004년 10월~2005년 4월: 김근태 보건복지부장관 정책보좌관
- 2005년 7월~2008년 5월: 김근태 국회의원 보좌관
- 2010년 5월~2011년 5월: 민주당 박지원 원내대표 특별보좌관(2급 정책 연구위원)
- 2011년: 민주당 정책위원회 부의장, 박원순 서울시장 후보 비서실장
- 2011년 11월~2012년 11월: 서울특별시 정무수석비서관
- 2012년 11월~2014년 4월: 제45대 서울특별시 정무부시장
- 2014년 7월: 2014년 상반기 재보궐선거 서울 동작구 을 새정치민주연합 국회의원 후보
- 2015년: 성균관대학교 언론정보대학원 초빙교수
- 2016년 4월 13일: 대한민국 제20대 국회의원 선거 당선(서울 성북구 을, 더불어민주당, 초선)
- 2016년 5월~2024년 5월: 더불어민주당 서울특별시당 성북구 을 지역위원회 위원장
- 2016년 5월~2017년 5월: 더불어민주당 원내대변인
- 2017년 4월~2017년 5월: 제19대 대통령 선거 더불어민주당 문재인 대통령 후보 국민주권선거대책위원회 총괄부본부장
- 2017년 6월~2018년 5월: 더불어민주당 정책위원회 부의장
- 2019년 5월~2020년 5월: 더불어민주당 정책위원회 부의장
- 2020년 4월 15일: 대한민국 제21대 국회의원 선거 당선(서울 성북구 을, 더불어민주당, 재선)
- 2020년 8월~2022년 8월: 더불어민주당 서울특별시당 위원장
- 2021년 5월~2022년 9월: 더불어민주당 정책위원회 제2정책조정위원장
- 2022년 9월~2023년 11월: 더불어민주당 정책위원회 제1정책조정위원장

### 의정 활동
- 2016년 5월 30일~2020년 5월 29일: 제20대 국회의원(서울 성북구 을, 더불어민주당, 초선)
  - 2016. 6.~2017. 3. 제20대 국회 전반기 운영위원회 위원
  - 2016. 6.~2018. 5. 제20대 국회 전반기 보건복지위원회 위원
  - 2016. 7.~2017. 7. 제20대 국회 남북관계개선특별위원회 위원
  - 2017. 9. 제20대 국회 대법원장(김명수) 임명동의에 관한 인사청문특별위원회 위원
  - 2018. 7.~2020. 5. 제20대 국회 후반기 보건복지위원회 간사
  - 2018. 7.~2019. 3. 제20대 국회 후반기 예산결산특별위원회 위원
  - 2018. 7. 제20대 국회 대법관(김선수·이동원·노정희) 임명동의에 관한 인사청문특별위원회 위원
  - 2018. 10.~2019. 8. 제20대 국회 정치개혁 특별위원회 위원
  - 2019. 8.~2020. 5. 제20대 국회 후반기 예산결산특별위원회 위원
- 2020년 5월 30일~2024년 5월 29일: 제21대 국회의원(서울 성북구 을, 더불어민주당, 재선)
  - 2020. 6.~2021. 2. 제21대 국회 전반기 기획재정위원회 위원
  - 2020. 9.~2021. 2. 제21대 국회 전반기 기획재정위원회 조세소위원회 위원
  - 2020. 9.~2021. 2. 제21대 국회 전반기 기획재정위원회 예산결산기금심사소위원회 위원장
  - 2021. 2.~2022. 3. 제21대 국회 전반기 국방위원회 간사
  - 2021. 2.~2022. 3. 제21대 국회 전반기 국방위원회 법률안심사소위원회 위원
  - 2021. 2.~2022. 3. 제21대 국회 전반기 국방위원회 예산결산심사소위원회 위원장
  - 2022. 3.~2022. 3. 제21대 국회 전반기 보건복지위원회 위원
  - 2022. 3.~2022. 5. 제21대 국회 전반기 국방위원회 위원
  - 2022. 7.~2023. 4. 제21대 국회 후반기 법제사법위원회 간사
  - 2023. 4.~2024. 5. 제21대 국회 후반기 국방위원회 위원
  - 2023. 6.~2024. 5. 제21대 국회 후반기 예산결산특별위원회 위원

## 전과
- 공문서위조, 집회및시위에관한법률위반: 징역 8월 집행유예 1년 - 1992년 7월 14일 선고[2]
- 공무집행방해: 벌금 400만원 - 2012년 10월 29일 선고[2]

## 논란

### 라임 김봉현 회장 금품 수수 의혹
라임사태를 일으킨 김봉현 회장에게서 금품을 수수하였다는 의혹이 있으며 검찰의 출석요청을 받아 논란이 되고 있다. 기동민 의원은 고급 양복과 현금 수천만원을 전달받았다는 의혹을 받고 있으며 지난 5월 횡령 혐의로 구속기소된 라임 김봉현 회장은 검찰에서 2016년 총선에 출마한 기동민 의원 측에 수천만원이 들어있는 현금 봉투를 건넸고, 당선 뒤에는 축하 명목으로 고급 양복을 선물했다고 진술하였다. 이에 대하여 기동민 의원은 김 회장에게 금품을 받았다는 의혹에 대해서 "분명한 사실은 라임 사건과는 어떤 관계도 없다"며 "정치자금을 받은 사실이 결코 없고, 지난 국회 임기 4년간 김봉현 씨와 단 한 번의 연락도 만남도 없었다"고 부인하였고 다만 김 회장에게 고급 양복을 선물 받았다는 의혹에 대해서는 언급하지 않았다.

## 가족 관계
- 배우자, 아들 기대명

## 역대 선거 결과
|  | 0.00% |

|  | 39.34% |

|  | 59.35% |

## 소속 정당
| 소속 정당 | 소속 정당      | 소속 기간 | 비고      |
| --------- | -------------- | --------- | --------- |
|           | 새천년민주당   | 2000~2003 | 정계 입문 |
|           | 무소속         | 2003      | 탈당      |
|           | 열린우리당     | 2003~2007 | 창당      |
|           | 대통합민주신당 | 2007~2008 | 합당      |
|           | 통합민주당     | 2008      | 합당      |
|           | 민주당         | 2008~2011 | 당명 변경 |
|           | 민주통합당     | 2011~2012 | 합당      |
|           | 무소속         | 2012~2014 | 탈당      |
|           | 새정치민주연합 | 2014~2015 | 복당      |
|           | 더불어민주당   | 2015~현재 | 당명 변경 |

## 같이 보기
- 서울 성북구의 국회의원
- 성북구 을
- 서울특별시 부시장